# Axel Jansson (kommunist)
Karl Axel Jansson (i Riksdagen kallad Jansson i Bandhagen), född 14 december 1916 i Lundby församling, Västmanlands län, död 22 juni 1968 i Vantörs församling i Stockholm, var en svensk politiker för Sveriges kommunistiska parti och redaktör.

## Biografi
Jansson var ledamot av Stockholms stadsfullmäktige 1946—1950 och av Örebro läns landsting 1954—1958.
Han ledamot av andra kammaren från 1965, invald i Stockholms kommuns valkrets. Under sin tid i riksdagen ägnade han sig främst åt försvars- 
och miljövårdsfrågor. Han är begravd på Skogskyrkogården i Stockholm.